# Campillo de Llerena
Campillo de Llerena je španělské město situované v provincii Badajoz (autonomní společenství Extremadura).

## Poloha
Obec je vzdálena 46 km od Llereny a 128 km od města Badajoz. Patří do okresu Campiña Sur a soudního okresu Llerena. Obcí prochází silnice EX-103 a EX-211.

## Historie
V roce 1594 obec čítala 404 obyvatel. V roce 1834 se obec stává součástí soudního okresu Llerena. V roce 1842 čítala obec 263 usedlostí a 1 002 obyvatel.

## Odkazy

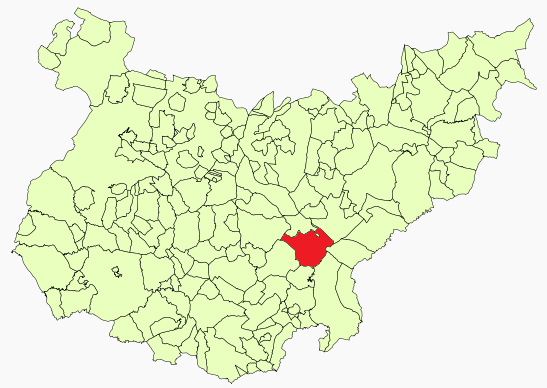
Poloha obce v provincii Badajoz

## Demografie
| Populace obce Campillo de Llerena z let (1842–2010) | Populace obce Campillo de Llerena z let (1842–2010) | Populace obce Campillo de Llerena z let (1842–2010) | Populace obce Campillo de Llerena z let (1842–2010) | Populace obce Campillo de Llerena z let (1842–2010) | Populace obce Campillo de Llerena z let (1842–2010) | Populace obce Campillo de Llerena z let (1842–2010) | Populace obce Campillo de Llerena z let (1842–2010) | Populace obce Campillo de Llerena z let (1842–2010) | Populace obce Campillo de Llerena z let (1842–2010) | Populace obce Campillo de Llerena z let (1842–2010) | Populace obce Campillo de Llerena z let (1842–2010) | Populace obce Campillo de Llerena z let (1842–2010) | Populace obce Campillo de Llerena z let (1842–2010) | Populace obce Campillo de Llerena z let (1842–2010) | Populace obce Campillo de Llerena z let (1842–2010) | Populace obce Campillo de Llerena z let (1842–2010) | Populace obce Campillo de Llerena z let (1842–2010) |
| --------------------------------------------------- | --------------------------------------------------- | --------------------------------------------------- | --------------------------------------------------- | --------------------------------------------------- | --------------------------------------------------- | --------------------------------------------------- | --------------------------------------------------- | --------------------------------------------------- | --------------------------------------------------- | --------------------------------------------------- | --------------------------------------------------- | --------------------------------------------------- | --------------------------------------------------- | --------------------------------------------------- | --------------------------------------------------- | --------------------------------------------------- | --------------------------------------------------- |
| 1842                                                | 1857                                                | 1860                                                | 1877                                                | 1887                                                | 1897                                                | 1900                                                | 1910                                                | 1920                                                | 1930                                                | 1940                                                | 1950                                                | 1960                                                | 1970                                                | 1981                                                | 1991                                                | 2001                                                | 2010                                                |
| 1 002                                               | 1 498                                               | 1 556                                               | 1 774                                               | 2 068                                               | 2 327                                               | 2 393                                               | 2 990                                               | 3 850                                               | 4 699                                               | 4 778                                               | 4 963                                               | 5 100                                               | 2 541                                               | 1 931                                               | 1 701                                               | 1 711                                               | 1 485                                               |